# 도시부
도시부(都市部), 또는 시부(市部)는 백제의 관서이다.

## 개요
사비 천도 이후 재정된 백제의 외관 12부 중의 하나로, 상업 및 교역 그리고 시장관계를 담당했다.